# 야탑초등학교
야탑초등학교는 대한민국 경기도 성남시 분당구에 있는 공립 초등학교이다.

## 학교 연혁
- 1992년 1월 11일 야탑국민학교 설립 인가
- 1993년 3월 1일 초대 양훈석 교장취임
- 1993년 3월 2일 개교(8학급 편성)
- 1994년 2월 10일 제1회 졸업식(남 131명, 여 139명, 졸업생 270명)
- 1996년 3월 1일 야탑초등학교로 개칭
- 2002년 10월 19일 (2002.10.19-2004.2.29) 경기도 교육청 정보화 시범학교 운영
- 2002년 꿈은이루어진다라는 등교실 간판이 생김
- 2004년 9월 1일 (2004.9.1-2006.2.28) 경기도 교육청 특성화 학교(로봇)로 지정 운영
- 2008년 12월 22일 교과 특성화 학교 우수학교 표창(교육감)
- 2009년 3월 1일 경기도교육청 지정 영재학급 운영교
- 2009년 9월 6일 제55회 경기도과학전람회 우수교 표창
- 2009년 12월 28일 경기 환경교육 우수교 표창
- 2010년 3월 1일 제6대 이항신 교장 부임
- 2010년 12월 28일 교과특성화 우수교 표창
- 2011년 6월 22일 학생예능발표 우수교 표창
- 2011년 9월 26일 성남시소년체전 음악줄넘기 우수교 표창
- 2011년 12월 20일 영재학급 우수교 표창
- 2012년 2월 10일 학교교육연차보고서 우수교 표창
- 2012년 12월 31일 초등협동장학중심교 우수교 표창
- 2013년 2월 15일 제20회 졸업식(남 80, 여 92, 계 172명, 총 4,578명)
- 2013년 3월 1일 제7대 오승균 교장선생님 부임
- 2013년 3월 2일 경기도교육청지정 영재학급 운영(5년차)
- 2013년 3월 2일 경제교육 비즈쿨 운영(2년차)
- 2013년 3월 11일 33학급 편성(특수 1학급)
- 2021년 꿈은이루어진다에서 오늘보다빛날내일 로 바뀜
- 2022년 12월 30일 제29회 졸업식(계:163명)